# Janick Maceta
Janick Maceta del Castillo (sinh ngày 9 tháng 3, 1994 là một người mẫu và người giữ danh hiệu cuộc thi sắc đẹp người Peru. Á hậu 1 Miss Tourism World 2017, Á hậu 1 Miss Peru 2019, Á hậu 3 Hoa hậu Siêu quốc gia 2019 cô đã từng được đăng quang Hoa hậu Peru 2020. Năm 2020 cô ấy đại diện cho Peru tham gia Hoa hậu Hoàn Vũ 2020 và đã giành về thành tích á hậu 2 của cuộc thi.
Trước đó, cô đã được bổ nhiệm là Hoa hậu Siêu quốc gia Peru 2019. Cô đại diện cho Peru tại cuộc thi Hoa hậu Siêu Quốc gia 2019 và đạt giải Á hậu 3. Đây là lần thứ hai đoạt giải Á hậu 3.

## Sự nghiệp
Janick Maceta del Castillo sinh ngày 9 tháng 3 năm 1994 tại Lima, Peru, trong một gia đình trung lưu có gốc gác từ Trujillo và Chanchamayo. Cô ấy bắt đầu một cuộc phỏng vấn với Telemundo cô ấy nói rằng mẹ của cô ấy là một giáo viên tiếng Anh, trong khi cha cô là cảnh sát tham gia điều tra chống khủng 
bố.
Maceta là người sáng lập Quỹ phi lợi nhuận có tên "Little Heroes Peru", được thành lập để ủng hộ trẻ em đã hoặc đang là nạn nhân của bạo lực tình dục. Cô ấy cũng có một dự luật ở quốc gia của mình cho việc áp dụng camera tự động Gessel cho trẻ em bị xâm phạm tình dục. Cô hy vọng rằng Quốc hội Peru sẽ thông qua luật của cô càng sớm càng tốt. Janick cũng là đồng sáng lập của Record Label Top of New York, một công ty chịu trách nhiệm số hóa và sản xuất nội dung âm nhạc của các tài năng trẻ để họ có tài liệu.

## Cuộc thi
Vào ngày 27 tháng 1 năm 2018, Maceta đã tham gia cuộc thi Hoa hậu Du lịch Thế giới 2017/2018, được tổ chức tại khách sạn Swiss Garden ở Thành phố Malacca, Malaysia, nơi cô đăng quang Á hậu 1, bất chấp mùa thu gần kề.
Vào ngày 29 tháng 11 năm 2020, Maceta đăng quang Hoa hậu Peru 2020. Điều này khiến cô trở thành ứng cử viên chính thức của Peru cho Hoa hậu Hoàn vũ 2020 diễn ra vào giữa năm 2021 sau khi bị hoãn lại từ cuối năm 2020 do dịch bệnh Covid-19 tại Peru
Maceta đoạt ngôi vị Á hậu 2 tại Hoa hậu Hoàn vũ 2020. Đây là lần thứ hai Peru lọt vào Top 5 Hoa hậu Hoàn vũ và là vị trí cao thứ hai mà Peru từng đạt được kể từ khi Gladys Zender giành chiến thắng vào năm 1957.

## Liên kết
- Janick Maceta trên Facebook
- Janick Maceta trên Instagram
- UP CLOSE: Miss Universe Peru